# Кириенко, Игорь Сергеевич
И́горь Серге́евич Кирие́нко (укр. Ігор Сергійович Кірієнко; род. 5 марта 1986, Никополь, Днепропетровская область) — украинский футболист, нападающий

## Игровая карьера
Сын вратаря Сергея Кириенко. Воспитанник никопольского футбола. Во взрослый футбол начинал играть в 2002 году во второй лиге за «Электрометаллург-НЗФ», откуда через полтора года перебрался в мариупольский «Ильичёвец». Играл в основном за вторую команду. Единственный матч в высшей лиге провёл 19 июня 2004 года против «Таврии». Ещё одну игру в составе первой команды провёл 15 августа того же года в Кубке Украины против «Черногоры». С 2007 года играл во второй лиге за команды «Энергия» (Южноукраинск), «Горняк» (Кривой Рог), «Кремень» (Кременчуг) и в областном чемпионате.
Весной 2013 года заключил контракт с второлиговым клубом «Горняк-Спорт». В команде Игоря Жабченко Кириенко во время короткого весеннего периода сезона 2012/13 забил 6 мячей, причём на финише чемпионата нападающий сумел отличиться в 5 матчах подряд. В следующем сезоне «Горняк-Спорт» ушёл на зимовку на втором месте с двухочковым отставанием от лидера — «Стали», а Кириенко с 20 голами и отрывом от преследователей возглавлял гонку бомбардиров. Авторству нападающего принадлежали хет-трики в ворота команд Новой Каховки и Никополя, а также пента-трик в ворота овидиопольского «Днестра». Весеннюю часть сезона «Горняк-Спорт» благодаря дублю Кириенко открыл победой в Киеве над «Оболонью-Бровар», затем в Тернополе его гол принёс команде ничью 2:2 с хозяевами-«муниципалами». До конца сезона забил ещё четыре гола, однако лучшим бомбардиром турнира стал днепродзержинец Станислав Кулиш, забивший весной 15 голов в 12 матчах. По результатам сезона «Горняк-Спорт» стал победителем второй лиги и завоевал право выступать в первой лиге.
В первой лиге нападающий начинал сезон достаточно уверенно: в пяти матчах августа он отличился шестью голами, но затем травма и длительное восстановление помешали ему забить ещё. 14 марта 2017 года подписал контракт с черниговской «Десной».

## Достижения
«Десна»
- Серебряный призёр Первой лиги: 2016/17
- Бронзовый призёр Первой лиги: 2017/18

«Горняк-Спорт»
- Бронзовый призёр Первой лиги: 2014/15
- Победитель Второй лиги: 2013/14